# Casa responsabilității
Casa responsabilității (pe Germană HRB), este un concept de preocupare cu răspunderea asupra trecutului, asupra problemelor din prezent și asupra viitorului orașului Braunau am Inn (aici s-a născut Adolf Hitler).

## Începuturile
Acest proiect a început în Austria, când jurnalistul Reinhold Klika de la ziarul Braunauer Rundschau a strâns semnături de la locuitorii orașului Braunau pentru acest proiect. Politicianul Andreas Maislinger din Innsbruck a reacționat la această activitate și a sugerat, ca în casa de naștere a lui Adolf Hitler să se fondeze o “casă a responsabilității”. Baza filosofică a acestui proiect este cartea “Das Prinzip Verantwortung” (principiul responsabilității) de Hans Jonas din anul 1979.

## Conceptul
Ziarul “Braunauer Rundschau” a prezentat ideea în 4 mai 2000: Voluntari din țările UE (Uniunea Europeană, voluntari ai serviciului civil austriac (servici în loc de armată) și  foști voluntari ai serviciului de străinătate austriac vor lucra în acea casă după conceptul trecut – prezent – viitor împreună și vor și locui acolo împreună. Pe engleză, House of Responsibility, avea să devină ceva special, împărțit în trei etaje. La parter se află proiectul “unerwuenschtes Erbe” (moștenirea nedorită), etajul unu se ocupă cu timpul prezentului și oferă ajutor oamenilor care încă suferă din cauza celor întâmplate pe timpul naziștilor prin diferite proiecte, și la etajul doi se lucrează la idei pentru un viitor plin de pace.

## Responsabilitate în orașul de naștere al lui Hitler
Proiectul nu a putut fi realizat în următorii ani. Dar ideea a rămas. În 2005, un proprietar unei case în apropierea casei de naștere al lui Hitler ia oferit lui Andreas Maislinger, ca proiectul să ia ființă în casa lui. În 11 octombrie 2009, primarul orașului Braunau am Inn a aprobat acest proiect în ziarul Kurier (Tageszeitung).

## Critică de la partidulFreiheitliche Partei Österreichs
Pe când în anii 90 acest partid era pentru astfel de proiecte, în ultimul timp se distanțează de lucrări care se ocupă de proiecte care aduc trecutul nestrălucit al naziștilor la lumină pentru ca multe întrebări istorice să-și afle răspunsul, și sunt împotriva acestor proiecte.